# Kevin Garnett
Kevin Maurice Garnett (Greenville, Dél-Karolina, 1976. május 19. –) amerikai profi kosárlabdázó. Az NBA-ben 1995-2007 között a Minnesota Timberwolves, 2007-től 2013-ig a Boston Celtics, 2013-15 között a Brooklyn Nets, 2016-os visszavonulásáig pedig ismét a Minnesota Timberwolves csapatában játszott. A Farragut Career Academy Gimnázium játékosaként az év játékosa volt, majd az egyetemi karriert kihagyva 1995-ben ötödik választottként, az NBA történetében 20 év óta először, a Minnesota Timberwolves játékosa lett. Ő a negyedik amerikai születésű játékos, aki közvetlenül a gimnáziumból került a profi ligába.
Garnett azonnal nagy hatást tett a Minnesota játékára, sorozatban nyolcszor juttatta csapatát a rájátszásba. 2004-ben vezetésével a Timberwolves a nyugati főcsoport döntőjébe jutott és a 2003-04-es szezon legértékesebb (MVP) játékosának választották. 2000-ben tagja volt az olimpiai bajnok amerikai kosárlabda csapatnak. Második szezonja óta folyamatos résztvevője az All-Star hétvégéknek, 2003-ban megválasztották All-Star MVP-nek. A 2007-08-as szezon alapszakaszának legjobb védő játékosa, kilencszer választották az All-NBA Team tagjává, és tízszer a legjobb védők csapatába. Jelenleg több Timberwolves franchise-rekordot tart.
2016 szeptemberében jelentette be visszavonulását.